# Michele Rugolo

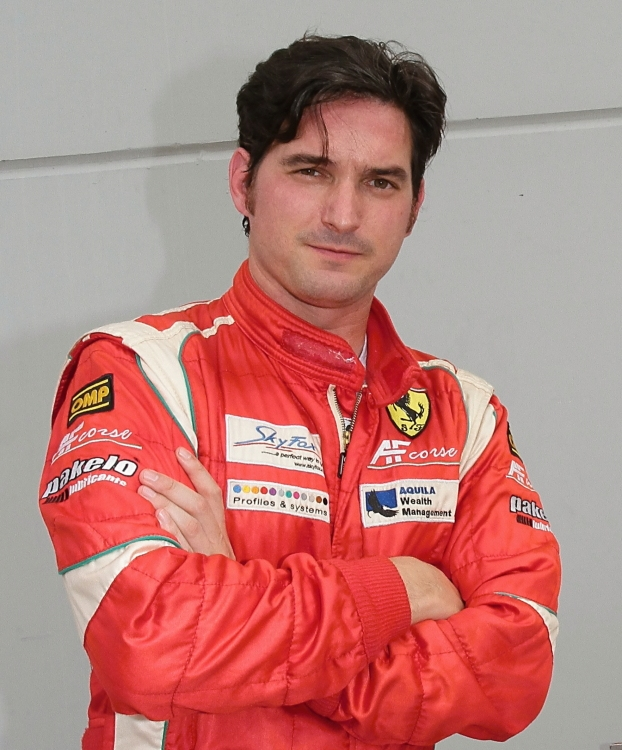
Michele Rugolo (2020)

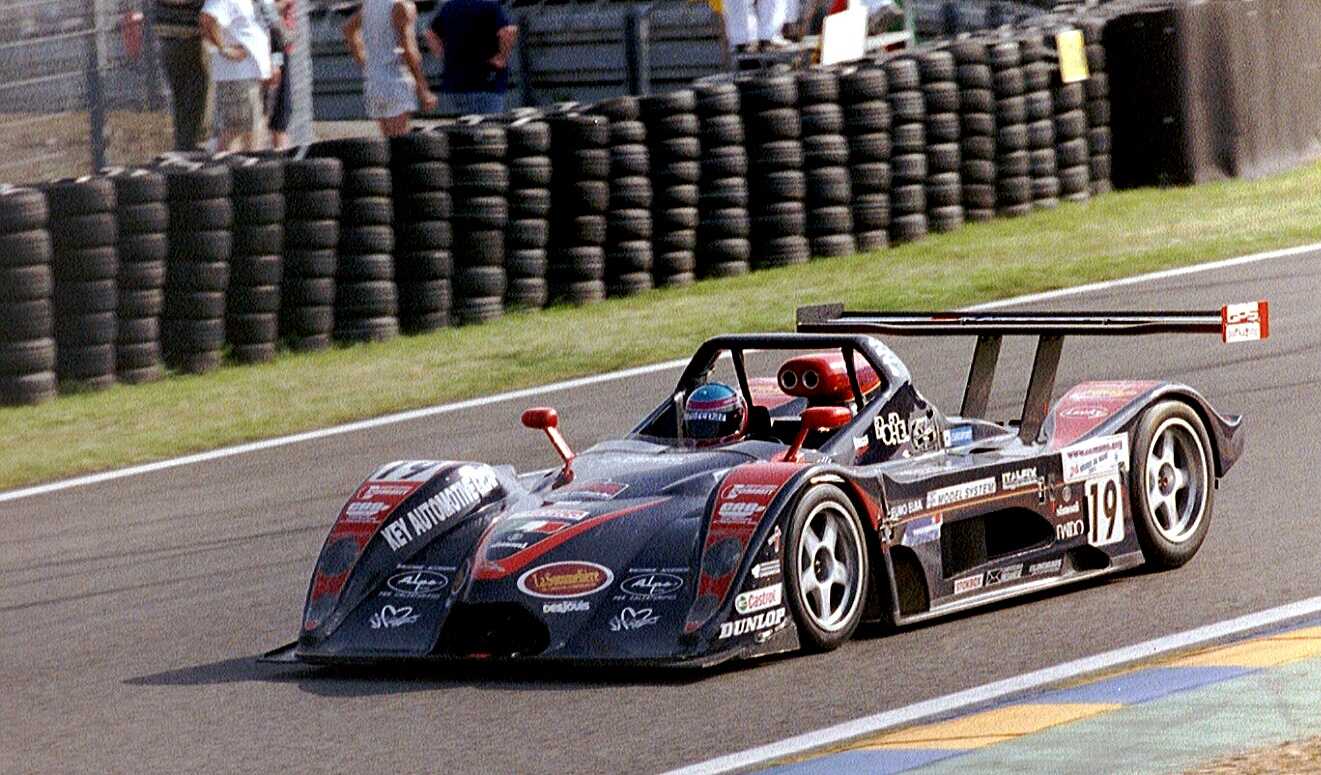
Der Durango LMP1 von Sylvain Boulay, Jean-Bernard Bouvet und Michele Rugolo beim 24-Stunden-Rennen von Le Mans 2003

Michele Rugolo (* 31. August 1982 in Montebelluna) ist ein italienischer Rennfahrer.

## Karriere
Rugolo begann seine Motorsportkarriere 1994 im Kartsport und war bis 1999 in dieser Sportart aktiv. 2000 wechselte er in den Formelsport und startete in der italienischen Formel Renault. Nachdem er in der ersten Saison den 20. Gesamtrang belegt hatte, wurde er 2001 Siebter in der Gesamtwertung. 2002 nahm Rugolo zwar auch an einem Rennen der italienischen Formel Renault teil, sein Hauptaugenmerk lag allerdings auf der Formel Nissan 2000, in deren Fahrerwertung er 13. wurde.
2003 wechselte der Italiener in den Sportwagensport und wurde 14. in der SR1-Wertung der FIA-Sportwagen-Meisterschaft. Außerdem startete er bei einem Rennen der italienischen Super Production Car Meisterschaft und wurde Elfter in der LMP-900-Wertung beim 24-Stunden-Rennen von Le Mans.
2004 kehrte Rugolo in den Formelsport zurück und startete in der italienischen Formel-3-Meisterschaft. Rugolo gewann ein Rennen und beendete die Saison auf den vierten Platz in der Meisterschaft. Außerdem gab er beim letzten Rennen der Saison 2004 sein Debüt in der internationalen Formel-3000-Meisterschaft. Bei Durango Corse ersetzte er seinen Landsmann Matteo Meneghello und konnte das Rennen nicht beenden.
2005 fand er erneut kein Cockpit im Formelsport und trat stattdessen in der American Le Mans Series (ALMS) an. Der Italiener wurde Siebter in der Gesamtwertung. Außerdem nahm er an zwei Rennen der italienischen GT-Meisterschaft teil und konnte beide für sich entscheiden. 2006 kehrte er erneut in den Formelsport zurück und ging abermals in der italienischen Formel-3-Meisterschaft an den Start. Diesmal gewann Rugolo zwei Rennen und beendete die Saison, wie zwei Jahre zuvor, auf dem vierten Gesamtrang. 2007 nahm er an einer halben Saison der FIA-GT-Meisterschaft teil und wurde mit einer Podest-Platzierung 14. in der Gesamtwertung.
2008 wechselte Rugolo in die International GT Open und er gewann ein Rennen der GTA-Wertung. Seine erste Saison beendete er auf dem neunten Gesamtrang. 2009 bestritt er die Saison zusammen mit Giacomo Ricci und konnte ein Rennen gewinnen. Die beiden standen bei der Hälfte aller Rennen auf dem Podest und belegten den fünften Platz in der Meisterschaft. 2010 tritt er sowohl in der italienischen GT-Meisterschaft, als auch in der Superstars GTSprint an.

## Statistik

### Karrierestationen
- 1994–1999: Kartsport
- 2000: Italienische Formel Renault (Platz 20)
- 2001: Italienische Formel Renault (Platz 7)
- 2002: Formel Nissan 2000 (Platz 13)
- 2003: FIA-Sportwagen-Meisterschaft (Platz 14)
- 2004: Italienische Formel-3-Meisterschaft (Platz 4); internationale Formel-3000-Meisterschaft
- 2005: American Le Mans Series (Platz 7); italienische GT-Meisterschaft (Platz 11)
- 2006: Italienische Formel-3-Meisterschaft (Platz 4)
- 2007: FIA-GT-Meisterschaft (Platz 14)
- 2008: International GT Open (Platz 9)
- 2009: International GT Open (Platz 5)
- 2010: Italienische GT-Meisterschaft; Superstars GTSprint

### Le-Mans-Ergebnisse
| Jahr | Team                   | Fahrzeug               | Teamkollege           | Teamkollege         | Platzierung | Ausfallgrund |
| ---- | ---------------------- | ---------------------- | --------------------- | ------------------- | ----------- | ------------ |
| 2003 | Automotive Durango SRL | Durango LMP1           | Sylvain Boulay        | Jean-Bernard Bouvet | Rang 24     |              |
| 2011 | Krohn Racing           | Ferrari F430 GTE       | Niclas Jönsson        | Tracy Krohn         | Ausfall     | Defekt       |
| 2012 | Krohn Racing           | Ferrari 458 Italia GTC | Niclas Jönsson        | Tracy Krohn         | Rang 26     |              |
| 2014 | AF Corse               | Ferrari 458 Italia GT2 | Steve Wyatt           | Sam Bird            | Ausfall     | Unfall       |
| 2017 | AF Corse               | Ferrari 488 GTE        | Alessandro Pier Guidi | James Calado        | Rang 46     |              |

### Sebring-Ergebnisse
| Jahr | Team             | Fahrzeug               | Teamkollege          | Teamkollege   | Teamkollege | Platzierung | Ausfallgrund |
| ---- | ---------------- | ---------------------- | -------------------- | ------------- | ----------- | ----------- | ------------ |
| 2005 | Carsport America | Dodge Viper GTS-R      | Jean-Philippe Belloc | Tom Weickardt |             | Rang 13     |              |
| 2011 | Krohn Racing     | Ferrari F430 GTE       | Niclas Jönsson       | Tracy Krohn   |             | Rang 19     |              |
| 2012 | Krohn Racing     | Ferrari 458 Italia     | Niclas Jönsson       | Tracy Krohn   |             | Rang 47     |              |
| 2014 | Spirit of Race   | Ferrari 458 Italia GT3 | Matt Griffin         | Marco Cioci   | Jack Gerber | Rang 39     |              |